# Porina subnucula
Porina subnucula är en lavart som beskrevs av Lumbsch, Lücking & Vezda. Porina subnucula ingår i släktet Porina och familjen Porinaceae.   Inga underarter finns listade i Catalogue of Life.